# Discant
Discantul (lat. discantus) a fost o tehnică compozițională în stil polifonic a Evului Mediu. 

## Ritm
Ritmic, a avut o formă determinată de modurile ritmice, originând ca o polifonie adăugată și subordonată ritmic cântului gregorian. 
A existat în două variante principale: notă-contra-notă (numită uneori diafonie, din secolul al IX-lea) sau „floridă” (numită uneori organum apărută de la sfârsitul secolului al XI-lea în Aquitania (sudul Franței) și de la mijlocul secolului al XII-lea în repertoriul Școlii de la Notre Dame). 

## Intervale
Intervalele discantului pot fi consonante (octavă, cvintă) sau (mai rar) disonante (secunda mare etc.). 

## Primele motete
Un caz special este cel al melismei  cântului gregorian în clausulae , care a fost prelungită utilizând modurile ritmice și extinsă polifonic la mai multe voci în stilul discantului. In acest caz, a fost posibilă adăugarea de text nou numit initial motet (de la mot, care inseamnă cuvânt în limba franceză). Aceste apendice la cânt au evoluat în motetele Evului Mediu și au reprezentat primele compoziții muzicale care nu erau cânturi. 
În secolul al XIV-lea, discantul primelor motete a fost eclipsat de noi experiențe ritmice și contrapunctale în muzica laică (de exemplu, formes fixes in Franta, madrigalul italian). Motetul a reînflorit în Renaștere într-o formă diferită.